# Sherburne Wesley Burnham
Sherburne Wesley Burnham, född 12 december 1838 i Thetford, Vermont, död 11 mars 1921, var en amerikansk astronom och tidningsman.
Burnham var anställd vid Lickobservatoriet 1888–92. Han utgav bland annat A general catalogue of double stars (2 band, 1906), som innehåller alla då kända dubbelstjärnor mellan norra polen och -31° deklination (13 665 stjärnor). Burnham har ansetts som den mest framstående dubbelstjärneobservatören på sin tid.
Han tilldelades Royal Astronomical Societys guldmedalj 1894 och Lalandepriset från Franska vetenskapsakademien 1904.

## Eftermäle
Månkratern Burnham och asteroiden 834 Burnhamia namngavs till hans ära.